# Georg Friedrich Nicolai
Georg Friedrich Nicolai (nascido Lewinstein; Berlim, 6 de fevereiro de 1874 — Santiago (Chile), 8 de outubro de 1964) foi um fisiologista alemão.